# Arquitectura de la escuela artística de Tarnovo

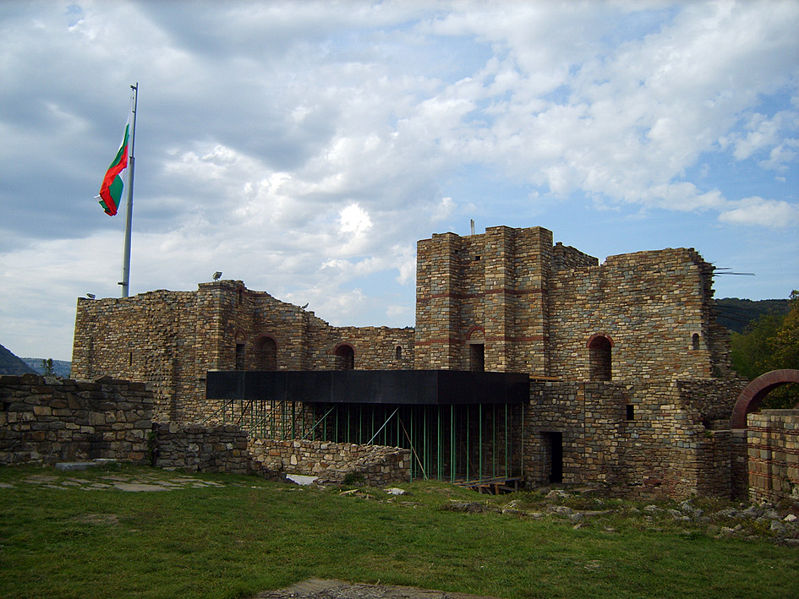
Las ruinas del palacio real de Tarnovo.

La arquitectura de la escuela artística de Tarnovo es un término del desarrollo de la arquitectura durante el Segundo Imperio búlgaro (1185-1396). En los siglos XIII y XIV la capital Tarnovo determinó el progreso de la arquitectura búlgara con numerosos edificios preservados o reconstruidos que demostraron las habilidades de los arquitectos medievales búlgaros y las técnicas de construcción y decoración que utilizaron. Con su variada arquitectura, la escuela de Tarnovo puede separarse en varias ramas según la función de los edificios.
- Datos: Q3658025